# Patriarcat orthodoxe d'Alexandrie

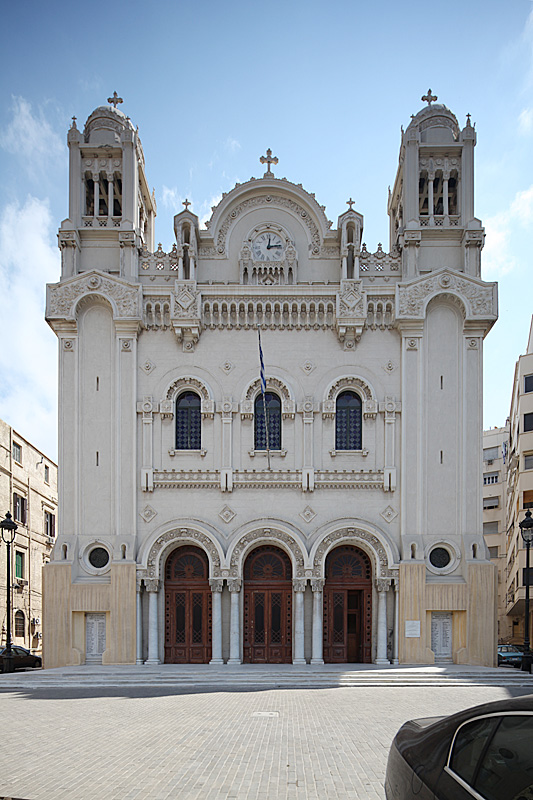
La cathédrale de l'Annonciation d'Alexandrie.

Le patriarcat orthodoxe grec d'Alexandrie et de toute l'Afrique est la juridiction autocéphale canonique de Église orthodoxe en Égypte et dans toute l'Afrique, aussi appelée Église orthodoxe d'Alexandrie et de toute l'Afrique. Le chef de l'Église, actuellement Théodore II (depuis le 9 octobre 2004), porte le titre de Patriarche d'Alexandrie et de toute l'Afrique, avec résidence à Alexandrie en Égypte.
Le titre de Patriarche d'Alexandrie est porté également par trois autres chefs d'Église : le pape copte, le patriarche copte-catholique et le patriarche melkite catholique.

## Histoire
L'Église orthodoxe d'Alexandrie est l'une des héritières de l'Église d'Alexandrie qui fut une des premières Églises chrétiennes, composante de la pentarchie (tétrarchie après la séparation des Églises d'Orient et d'Occident). Selon la tradition, elle aurait été fondée par l'évangéliste Marc.
L'Église d'Alexandrie se divisa en deux branches après le Concile de Chalcédoine, la majorité non-chalcédonienne formant l'Église copte orthodoxe (communion orthodoxe orientale), et la minorité chalcédonienne, restée en lien avec l'Église byzantine (Patriarcat œcuménique de Constantinople), formant l'Église grecque-orthodoxe d'Alexandrie.
Cette position valut à ses partisans l'appellation de Melkites (« impériaux ») de la part de leurs adversaires coptes, en raison de leur allégeance politique et religieuse à l'empereur d'Orient (malkā en syriaque, malik en arabe).
Au XIIe siècle, l'Église adopte le rite byzantin.

En 1365, la ville d'Alexandrie est mise à sac par le roi latin de Chypre.

En 1517, le patriarche s'installe à Constantinople.

En 1811, le patriarche se réinstalle à Alexandrie.

En 2007, un séminaire orthodoxe (r)ouvre à Alexandrie, après une interruption de 460 ans.

## Organisation
En Égypte

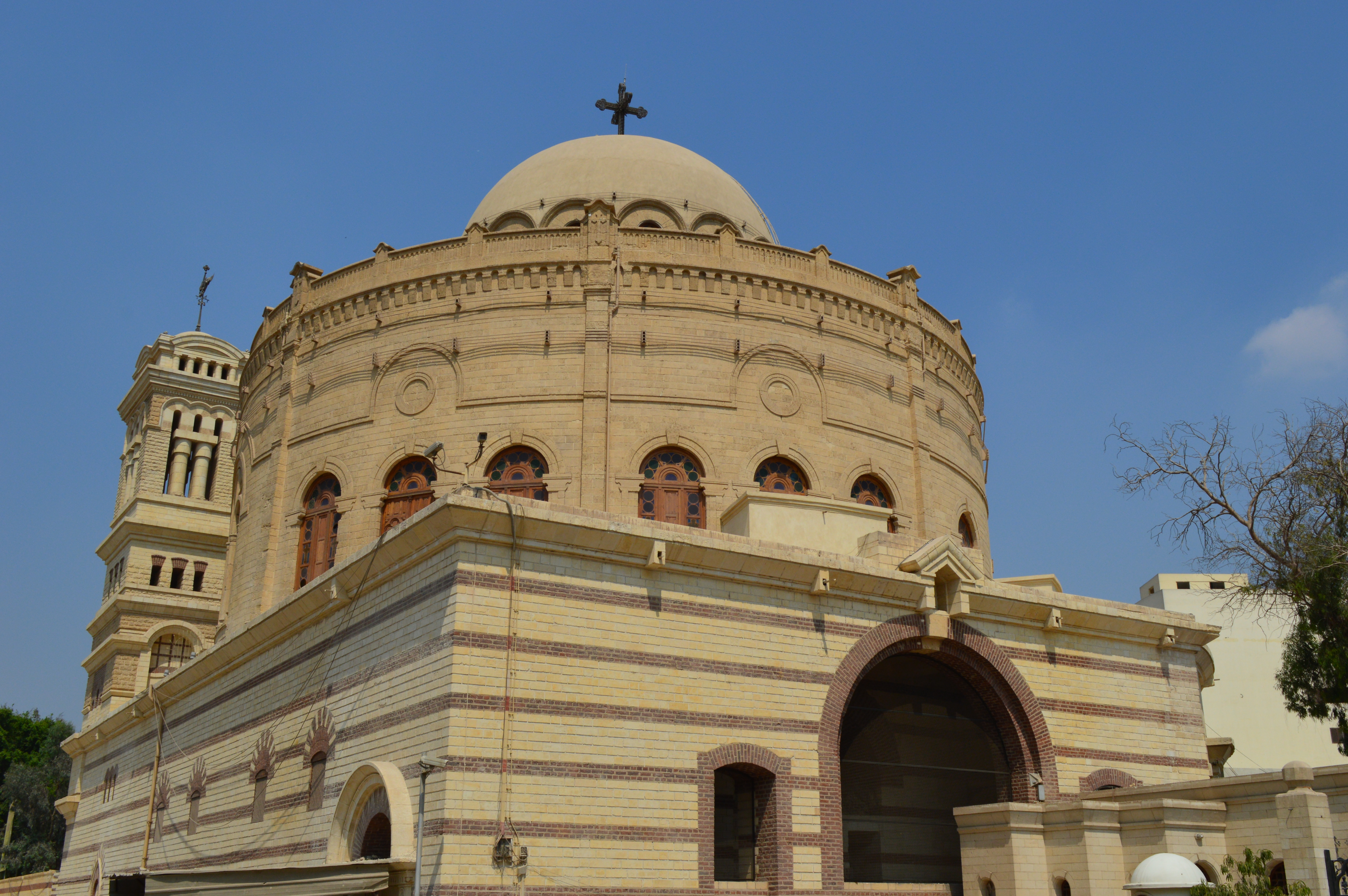
Église Saint-Georges du Caire.

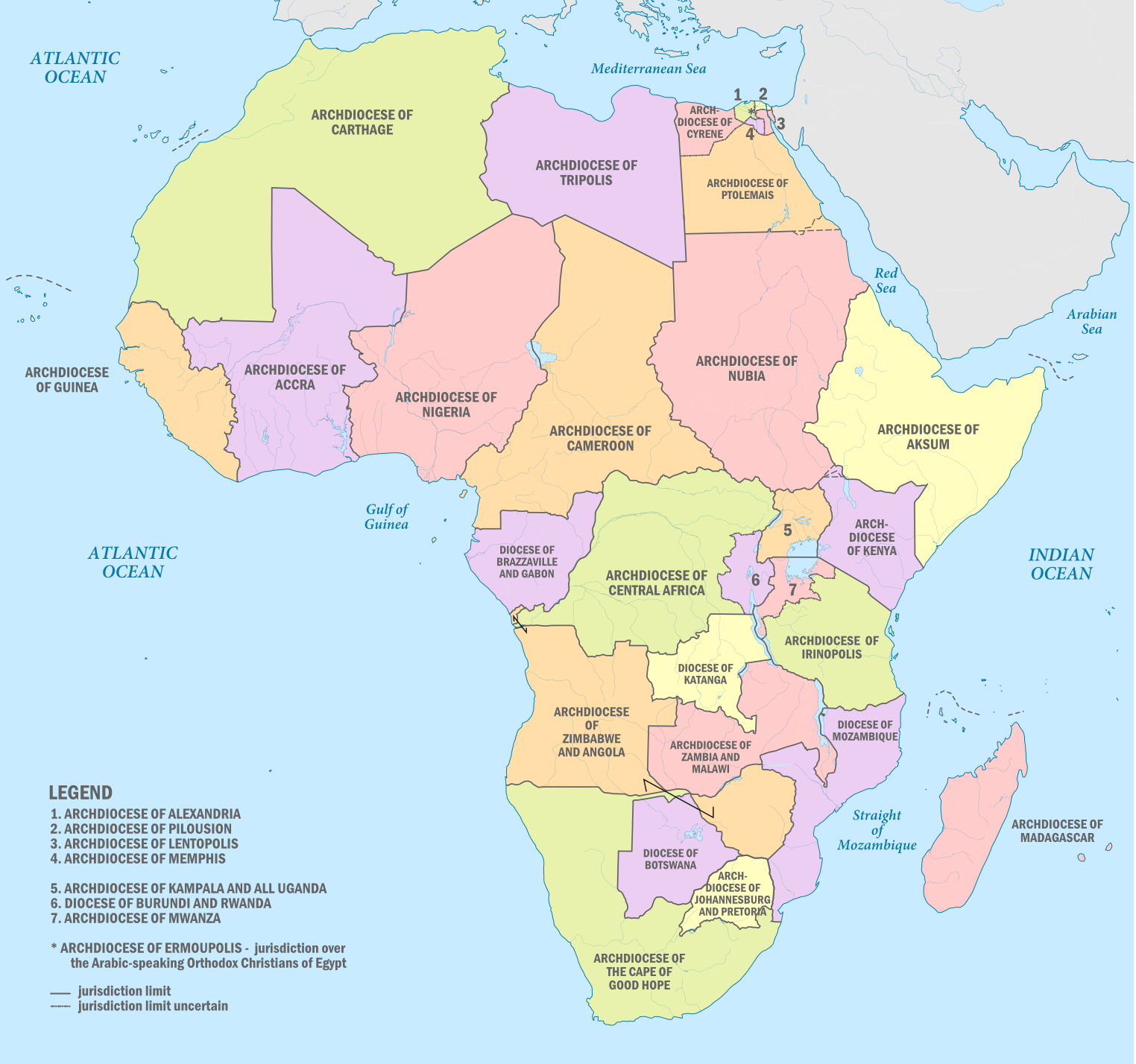
Archidiocèses orthodoxes en Afrique.

- Archevêché patriarcal d'Alexandrie (deux sièges : Alexandrie et Le Caire)
- Métropole d'Hermopolis (Tanta)
- Métropole de Memphis (Héliopolis)
- Métropole de Péluse (Port-Saïd)
- Métropole de Léontopolis (Ismaïlia)
- Métropole de Ptolemais (Haute-Égypte)

En Afrique orientale :
- Métropole de Khartoum et de tout le Soudan (ancienne métropole de Nubie)
- Métropole d'Aksoum (Addis-Abeba, Éthiopie)
- Métropole d'Irinoupolis (Dar es Salaam, Tanzanie, Irinoupolis est la traduction grecque de l'arabe Dar es Salam)
- Métropole de Mwanza (Bukoba, Tanzanie)
- Métropole du Kenya
- Métropole de Kampala et de tout l'Ouganda

En Afrique australe :
- Métropole de Ioannoupolis et Prétoria (Johannesburg et Pretoria (Afrique du Sud)
- Métropole de Bonne-Espérance (Le Cap, Afrique du Sud)
- Métropole du Zimbabwe (siège à Harare)
- Métropole de Zambie et du Malawi
- Évêché du Mozambique
- Évêché de Madagascar
- Évêché du Botswana

En Afrique centrale et occidentale :
- Métropole d'Accra et d'Afrique occidentale (au Ghana)
- Métropole du Nigéria
- Métropole du Cameroun (Yaoundé)
- Métropole de l'Afrique centrale (Kinshasa, RD Congo)
- Évêché de Sierra Leone
- Évêché du Katanga (Lubumbashi)
- Évêché du Rwanda et du Burundi

En Afrique du Nord-Ouest :
- Métropole de Tripoli (Libye)
- Métropole de Carthage (Tunis)

## Formation du clergé
La formation du clergé est assurée dans trois académies de théologie orthodoxe situées à Alexandrie, à Nairobi et à Kinshasa.

## Église orthodoxe en Afrique sub-saharienne
Longtemps limitée à l'Égypte et aux communautés grecques et syro-libanaises en Afrique du Nord, l'Église connait depuis plusieurs décennies un développement en Afrique sub-saharienne.

## Relations avec les autres Églises
L'Église est membre du Conseil œcuménique des Églises ainsi que du Conseil des Églises du Moyen-Orient.